# Bendo
Das Bendo ist eine Waffe und ein Werkzeug aus Java.

## Beschreibung
Das Bendo hat eine kurze, einschneidige, schwere Klinge. Die Klinge ist am Heft schmal und wird nach wenigen Zentimetern stark breiter. Der Klingenrücken ist gerade, die Klinge bauchig und mit einem tiefen Hohlschliff, der kurz unterhalb des Rückens verläuft. Das Heft besteht in der Regel aus Holz und ist am Knauf dekorativ geschnitzt und leicht abgebogen. Die Scheiden bestehen aus Holz und sind kunstvoll mit Schnitzereien verziert. Sie bestehen aus zwei Hälften, die durch Rattanbänder miteinander verbunden sind. Das Bendo wird dazu benutzt die Zuckerpalme abzuernten. Das Bendo wird von Ethnien auf Java benutzt.